# Thomas Steiner (Künstler)
Thomas Steiner (* 25. Oktober 1956 in Wels) ist ein österreichischer Maler und Videokünstler. 

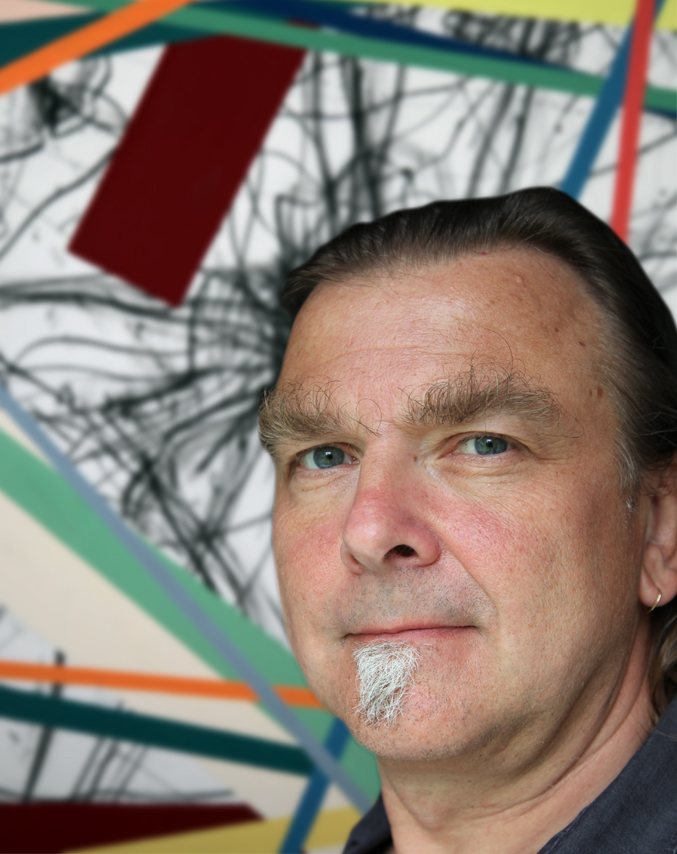
Thomas Steiner

## Leben
Steiner lebt in Linz. Seine Arbeitsgebiete sind experimenteller Einzelbildfilm, Video und Malerei. Er  studierte an der Hochschule für Gestaltung Linz Kunsterziehung. Nach Abschluss des Studiums 1986 besuchte er die Hochschule für angewandte Kunst Wien in der  Meisterklasse Maria Lassnig. 1979 war er ein Gründungsmitglied der Linzer Stadtwerkstatt.
Seit 1984 nimmt Steiner an internationalen Filmfestivals teil und seit 1990 zeigt er seine Malerei in Einzelausstellungen und bei Ausstellungsbeteiligungen im In- und Ausland. 
Steiner ist Mitglied des Oberösterreichischen Kunstvereins, des Wiener Künstlerhauses (seit 2001) und der ASIFA Austria.

## Werk

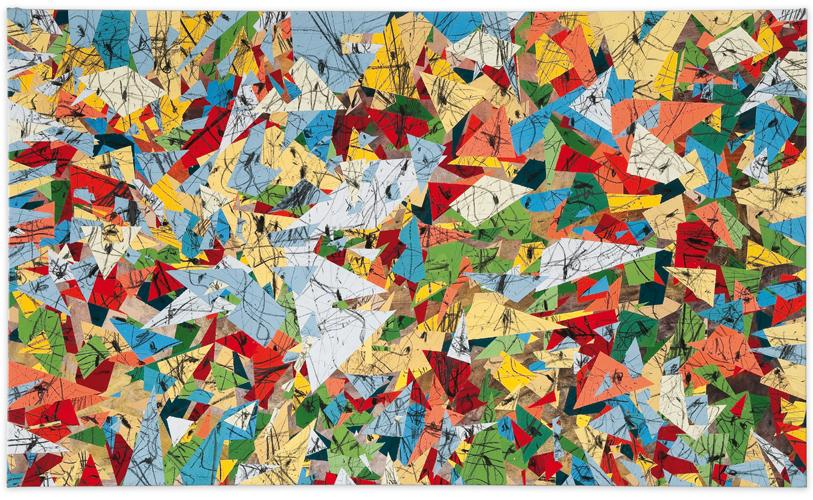
Splitterbild, 120 × 200 cm, 2008

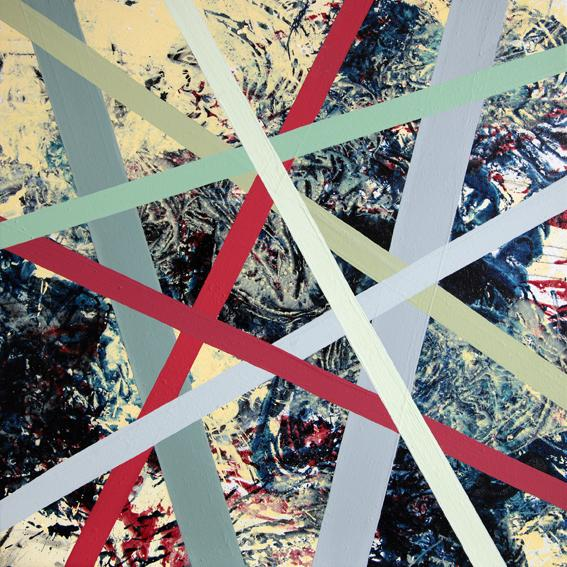
O.T., 50 × 50 cm, 2013

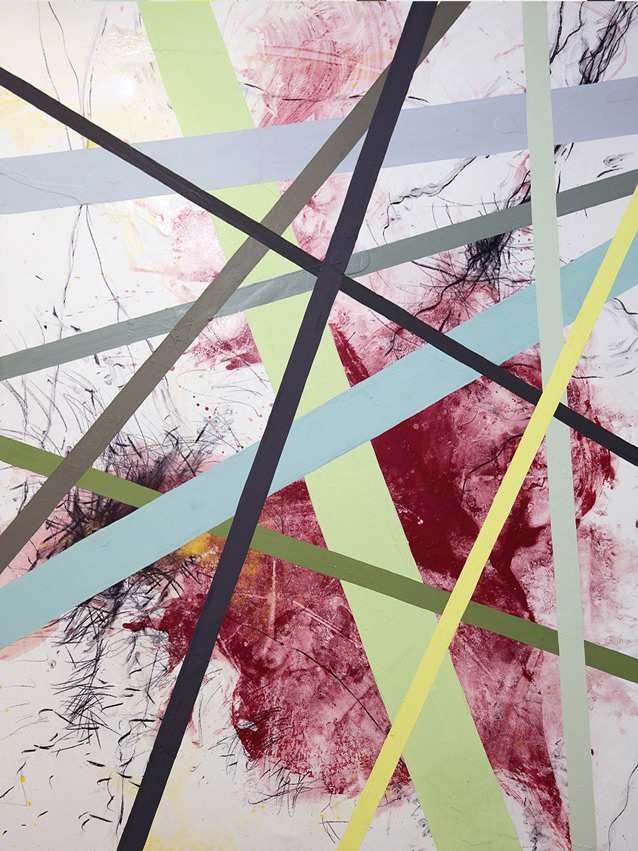
O.T., 160 × 120 cm, 2013

Thomas Steiners Arbeiten, die Zeichnung, Malerei, Film und Video umfassen, zeichnen sich durch das Ausloten der Wechselbeziehungen zwischen den verschiedenen Medien aus. Es entwickeln sich künstlerische Prozesse an der Schnittstelle von statischen und bewegten Bildern. 
Sein Werk entwickelt sich in Serien, welche sich jeweils einem visuellen Thema widmen. Durch die enge Verschränkung filmischer und malerische Strategien macht Thomas Steiner Sehen zum Experiment, zerlegt und verfremdet die visuelle Erfassung der Welt.
Werke von ihm befinden sich im Besitz der Städte Linz und Wels, des Strabag Kunstforums, des Lentos, in der Kunstsammlung des Landes Oberösterreich, des BKA und der Albertina sowie in privaten Sammlungen.
Er nahm an Symposien teil und absolvierte Arbeitsaufenthalte in Bangalore, Moskau/Alferjewo, Eger, Paliano, Malo sowie Mexiko und beteiligte sich an Filmfestivals im In- und Ausland.

## Kunst am Bau
- Altes Rathaus (Linz)
- Seniorenheim Neustadt, Wels
- Kirchdorfer Zementwerke

## Filmografie

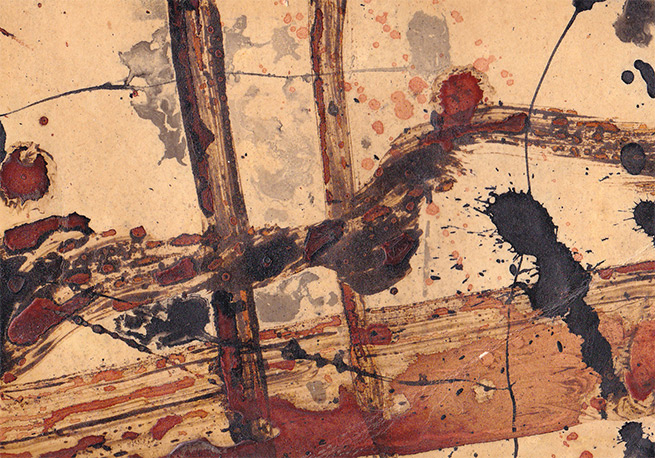
Filmstill IKONOSTASIS I 1991

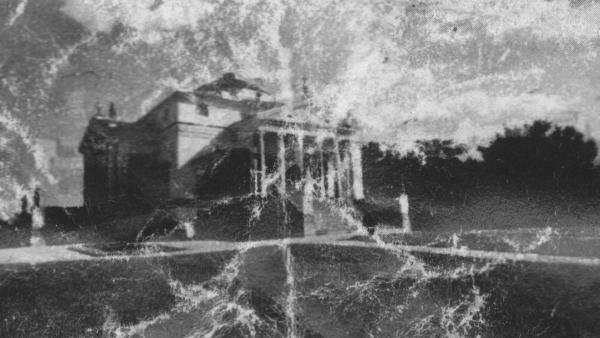
Filmstill ROTONDA XANADU 2012

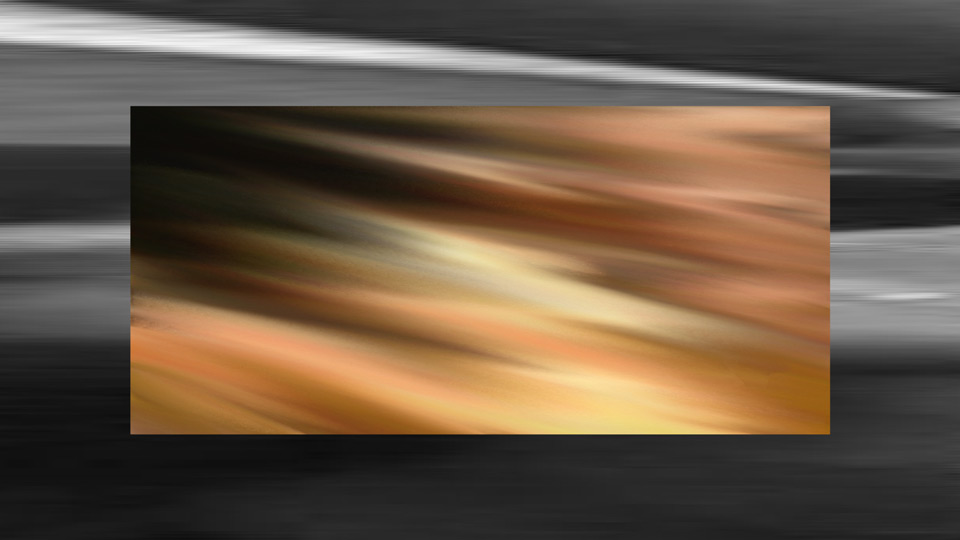
Filmstill THERESIA 2013

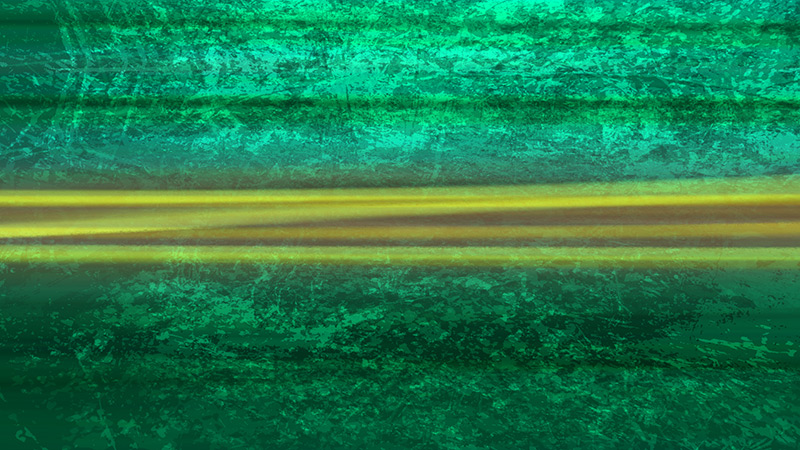
Filmstill ARROW 2015

### Super-8-Filme
- 1980–1984:  Travelling Lady, Linzer Luft, die Gestaltung, Gogoqouato

### 16-mm-Filme
- 1984 Fest der Liebe
- 1987 KRAKATOA
- 1989 Ballett
- 1991 IKONOSTASIS I
- 1992 IKONOSTASIS II
- 1994 IKONOSTASIS - LIVE
- 1997 ZOCALO
- 1998 Schwenk
- 1998 HALLE II
- 2000 WALK II

### Videos
- 2003 WAR
- 2003 Studio
- 2004 ALFERJEWO
- 2005 WELTRAUMBRÜDER
- 2005 FLOW
- 2006 TAU II
- 2006 romance
- 2008 CERVINARA
- 2009 CAMPING CEZANNE
- 2011 36 VIEWS
- 2011 WORTH A TRIP
- 2012 ROTONDA-XANADU
- 2013 ROTONDA-BIRGIT & PAOLO
- 2013 THERESIA
- 2015 ARROW
- 2016 LAP OF LUXURY
- 2018 FLUIDE
- 2018 CALIFORNIA SHORT
- 2019 PREQUEL
- 2020 TOVO
- 2021 DAFFODIL 1+2+3+4+5

## Teilnahme an Filmfestivals
- 1994–2021 Diagonale, Graz
- 1997 Viennale, Wien
- 1998 International Film Festival Rotterdam
- 1998 “Performing Buildings”, Tate Gallery, London
- 1999 37. Filmfestival, Ann Arbor
- 2004–2021 Crossing Europe, Linz
- 2006 Animationsfilmfestival, Zagreb
- 2014 Animationsfilmfestival Annecy

## Auszeichnungen
Thomas Steiner erhielt mehrere Preise und Auszeichnungen, u. a. 1996 den Oberösterreichischen Landeskulturpreis für Experimentalfilm und den 1. Preis beim Kunstwettbewerb der Bau-Holding Klagenfurt. 2005 wurde er für den Medienkunstpreis des SWR nominiert.
- 3. Preis beim Kunstwettbewerb des Kulturrings der OÖ. Wirtschaft (1994)
- Preis des Landes Salzburg beim 24. Österreichischen Grafikwettbewerb (1995)
- 1. Preis beim Kunstwettbewerb der Bau - Holding, Klagenfurt (1996)
- Oberösterreichischer Landeskulturpreis für Experimentalfilm (1996)
- Honorable Mention, Expo of Short Film & Video, New York (1998)
- Honorable Mention, Film Festival of Ann Arbor, USA (1999)
- Nominierung für den Medienkunstpreis des SWR (2005)